# 小琉球碧雲寺

小琉球碧雲寺是位於臺灣屏東縣琉球鄉的觀音寺，與小琉球三隆宮同為島上的兩大公廟，是島上人民的心靈寄託。

## 歷史
興建於乾隆元年（1736年），名為觀音亭，之後於光緒三年（1877年）改建為瓦廟，並改稱為「碧雲寺」，後又於民國85年（1996年）改建，並沿用至今。曾經歷過兩次改建，至今已有200多年歷史。

## 軼事
民國69年（1980年），已故前總統蔣經國因視察鄉政抵達琉球鄉，曾經親自蒞臨此廟，並捐獻香油錢一千元，而讓該寺聞名遐邇。